# Берегуйфалу
Берегуйфалу (до 1991 року — Нове Село; угор. Beregújfalu) — село в Великоберезькій громаді Берегівського району Закарпатської області України. Населення — 1926 осіб (на 2001 рік).

## Населення

### Мова
Розподіл населення за рідною мовою за даними перепису 2001 року:
| Мова            | Кількість | Відсоток |
| --------------- | --------- | -------- |
| угорська        | 1583      | 82.19%   |
| українська      | 338       | 17.55%   |
| російська       | 3         | 0.16%    |
| циганська       | 1         | 0.05%    |
| інші/не вказали | 1         | 0.05%    |
| Усього          | 1926      | 100%     |

## Історія
В урочищі Лігет, що праворуч від дороги Береги – Нове Село – поблизу села розташовані кургани VI—IV ст. до н. е
Назва населеного пункту вперше згадується в картах під назвою Perek в 1261 році. Це поселення король Андраш II разом з лісами і свинями подарував єпископату Егера.
Населений пункт Берегуйфалу виник внаслідок монголо-татарської навали на село Береги після 1242 року. Люди, що вижили, ховалися в тутешніх лісах, надійно захищених болотами Чорного мочара та непрохідними чагарниками. Так вони збудували нове поселення — Березьке Нове Село (угорською — Берегуйфалу).
Перша писемна згадка про село Берегуйфалу датується 1378 роком в розповіді Рудольфа Мочолаї.
Згадки: 1398: Wyfalu, 1401: Bereg Wyfalu, 1463: Wyfalu, 1530: Wÿfalw, 1542: Bereghwyfalw, 1550: Beregwÿffalw, 1570: Beregh Vÿfalu, 1773: Bereg Uj Falu, Noviszelló, 1808: Újfalu (Beregh-), Nowosello, 1851: Ujfalu (Bereg) , 1877: Ujfalu (Bereg-), 1913: Beregújfalu, 1925: Nové Selo 1930: Selo Nové, 1944: Beregújfalu, 1983: Нове Село, Новое Село, 1995: Берегуйфалу. 
У XIV ст. село Берегуйфалу належало до Мукачівської домінії, а власниками села завжди були господарі Мукачівського замку: родина Гуняди, угорські королі та трансільванські князі, а з 1728 року — родина графа Шенборга.
Більшість мешканців села були кріпаками. Ці землі належали до угорської корони. Ними володіли різні феодали: Янош Холловші, Єлизавета Сіладі, Чакторняї, Бюлі, Саполяї.
1566 року Берегуйфалу зазнало спустошливого набігу кримських татар, частину мешканців забрали в рабство.
1595 року мешканці села прийняли реформатську віру. Дуже часто навідувався сюди трансільванський князь Ференц II Ракоці. У навколишніх лісах він любив полювати на ведмедів, кабанів, вовків, лисиць, козуль, ланів, зайців, фазанів, адже місцеві ліси багаті на флору і фауну, про що ще 1870 року писав відомий етнограф Закарпаття Тіводор Легоцький.
З 1796 року в селі діяла церковна школа.
Мешканці села підтримали та взяли активну участь у визвольній війні 1703–1711 років під прапором Ференца II Ракоці та в революції 1848–1849 років під проводом Лайоша Кошута.
Станом на 1816 рік у селі нараховувалось 515 мешканців та 96 будинків. 1829 року збудована сучасна церква, яка була передана общині 1876 року.
Згідно з переписом 1881 року з 853 мешканців села письменними були 423 особи.
У військових діях Першої світової війни взяли участь 300 місцевих мешканців, які воювали в Австро-Угорській армії, 28 з них загинули.
З 1920 року село відійшло до новоутвореної Чехословаччини, у складі якої перебувало до 2 листопада 1938 року. Згідно з Першим Віденським арбітражем з 1938 по 1944 року Берегуйфалу — знову в складі Угорського королівство.
У жовтні 1944 року встановлено радянську владу, яка тривала до прийняття незалежності України.
Восени 1944 року чоловіки угорської національності віком від 18 до 45 років були вивезені в сталінські концентраційні табори.
З 1946 по 1991 роки населений пункт називався Нове Село.
У повоєнні роки в селі знаходилася бригада колгоспу імені Леніна, яка мала рільничо-тваринницький напрям. Переважна більшість сільськогосподарських угідь господарства знаходилась на осушувальних землях Чорного мочара.
1991 року в селі встановлено пам'ятник жертвам сталінських репресій, а також пам'ятний знак партизанському загону Усти Дюли та Червоній армії.
21 вересня 1991 року згідно з указом Президії Верховної Ради України селу повернуто історичну назву Берегуйфалу.
В 1997 році на стіні  старовинної будівлі (орієнтовно — кінця ХІХ століття), що поруч із реформатською церквою, вивішено меморіальну дошку на честь уродженця села, угорського вченого (фізика та математика), рідного дядька видатного письменника Моріца Жигмонда. Напис угорською мовою говорить: «В нашому селі народився Паллагі Дюла, 1867—1903, дядько письменника та перекладача Моріца Жигмонда».  Сам будинок (в якому в радянський час розміщався дитячий садок) має доволі оригінальний, та водночас занедбаний, вигляд.
Реформатська церква збудована в 1829 р.

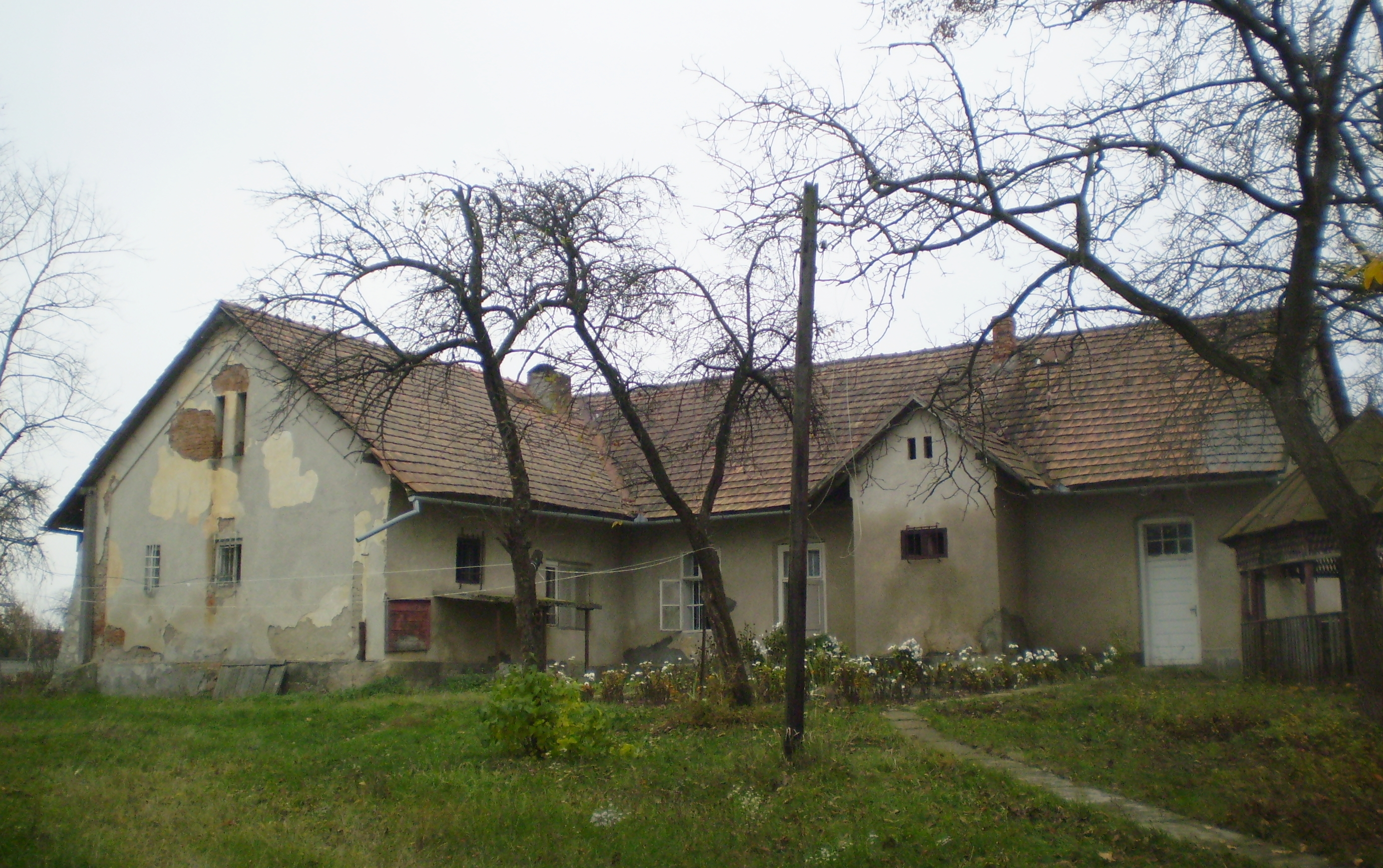
Мисливський будинок до реставрації (2012 р.)

Вся історія Берегуйфалу  так чи інакше пов'язана з мисливством. Так, у центрі села розташований мисливській будинок графа Шонборна (початку ХХ століття). Сьогодні він належить Берегуйфалівському лісництву Берегівського лісгоспу. Тривалий час масивна і гарна будівля з контрфорсами стояла без ремонту.  Наприкінці 2018 р. мисливський будинок зазнав реконструкції, у ході якої коштом лісництва проведено укріплення фундаменту, стін, перекриття даху. На жаль, реконструктори перекрили дах геть не гармонійним із стилем старовинної садиби зеленим сучасним покриттям.  
Неподалік мисливського палацу розташований колодязь незвичної форми, 30-метрової глибини, з величезним, у людський зріст, колесом. В селі цей колодязь зветься «графською криницею». Під час реконструкції палацу була розчищена й шахта колодязя, над ним збудовано новий дах.
Берегуйфалівському лісництву  належить і місцеве вольєрне господарство площею маже 1500 га. Там розводять такі види тварин, як плямистий та благородний олені, косулі, лані, дикі кабани, лисиці, зайці, муфлони.
Сьогодні село розташоване на північно-східній частині Берегівського району, на етнічному кордоні, тобто є останнім угорськомовним населеним пунктом у цьому напрямку на Закарпатті.

## Туристичні місця
- кургани VI—IV ст. до н. е
- пам'ятник жертвам сталінських репресій
-  пам'ятний знак партизанському загону Усти Дюли
- меморіальна дошка на честь уродженця села, угорського вченого (фізика та математика), рідного дядька видатного письменника Моріца Жигмонда. Напис угорською мовою говорить: «В нашому селі народився Паллагі Дюла, 1867—1903, дядько письменника та перекладача Моріца Жигмонда». 
- Реформатський храм 1829 р.
- мисливській будинок графа Шенборна 
- «графська криниця». 30-метрової глибини, з величезним, у людський зріст, колесом
- вольєрне господарство площею майже 1500 га. Там розводять такі види тварин, як плямистий та благородний олені, косулі, лані, дикі кабани, лисиці, зайці, муфлони. 